# Bernard Zundelewicz
Bernard Zundelewicz (ur. 2 kwietnia 1886, zm. 1943) – polski prawnik i działacz gospodarczy pochodzenia żydowskiego, członek Judenratu w getcie warszawskim.

## Życiorys
Pochodził z Warszawy. Urodził się w 1885 lub 1886. Był synem Meira i Chawy Hindy. Z zawodu był prawnikiem. Przed wojną pełnił funkcję prezesa Centrali Drobnych Kupców Żydowskich.
Po wybuchu II wojny światowej trafił do getta warszawskiego. Pełnił funkcje członka tzw. Rady Żydowskiej (Judenrat) zasiadając w niej już od pierwszego okupacyjnego składu. Był przewodniczącym Wydziału XIII Rady Żydowskiej odpowiedzialnego za Służbę Porządkową. 22 lipca 1942 roku w trakcie wielkiej akcji deportacyjnej został aresztowany jako zakładnik.
W trakcie akcji styczniowej w getcie warszawskim zginął w dniu 18 stycznia 1943 roku w trakcie deportacji do obozu zagłady w Treblince lub został rozstrzelany. 